# Aspergirls: розширення прав і можливостей жінок із синдромом Аспергера
Aspergirls: розширення прав і можливостей жінок із синдромом Аспергера (англ. Aspergirls: Empowering Females with Asperger Syndrome) — документальна книга американської письменниці Руді Сімон, опублікована у 2010 році видавництвом Jessica Kingsley Publishers. У ній висвітлюється досвід жінок і дівчат із синдромом Аспергера. Книга створена, щоб підтримати та допомогти тим, хто отримав такий діагноз.

## Передісторія
Руді Сімон — не лише письменниця, а й джазова музикантка. У дитинстві вона стикалася з багатьма симптомами, хоча не усвідомлювала їхнього зв'язку із синдромом Аспергера. Серед них були проблемна поведінка, різкі зміни настрою та труднощі в розумінні певних аспектів комунікації. Їй було непросто заводити друзів, і навіть зараз у неї немає близької подруги. З часом Сімон навчилася ефективніше взаємодіяти з іншими людьми.
Коли книга вийшла друком, Руді Сімон було 47 років. Вона зізнається, що вперше почула слово «Аспергер» лише за кілька років до цього. Відчувши брак інформації про дівчат із розладами аутистичного спектра, вона вирішила написати книгу. Назва Aspergirls виникла спонтанно — це слово просто спало їй на думку. Сімон підкреслює: «Про Aspergirls можна сказати багато хорошого. Ми дуже інтуїтивні, маємо неймовірну здатність зосереджуватися та працелюбність, яка робить нас затребуваними у відповідних сферах роботи».
Авторка самостійно діагностувала у себе синдром Аспергера, але при написанні книги спілкувалася лише з жінками, які отримали офіційний діагноз. Вона наголосила, що хоча симптоми у хлопців і дівчат можуть бути схожими, їхній прояв часто відрізняється залежно від статі.
Сімон розповідала, що в дитинстві почувалася «інакшою» у своїй родині, а близькі здавалися їй «непередбачуваними та страхітливими». Вплив синдрому Аспергера був настільки сильним, що в підлітковому віці вона переживала періоди мутизму, які могли тривати годинами або навіть цілий день.

## Зміст
Книга адресована дівчатам і жінкам із синдромом Аспергера. У ній висвітлюються різноманітні проблеми, з якими стикаються жінки на аутистичному спектрі, зокрема питання стосунків, працевлаштування та депресії. Для написання книги було проведено інтерв'ю з понад тридцятьма п'ятьма жінками з синдромом Аспергера віком від 20 до 50 років. Багатьом із них діагноз поставили лише після того, як у їхніх дітей виявили цей синдром, що спонукало лікарів обстежити й батьків. Більшу частину життя ці жінки не розуміли, що саме з ними відбувається. Оточення часто вважало, що вони знають, як слід поводитися, хоча насправді це було не так. У книзі жінки діляться своїми життєвими історіями та дають поради читачам щодо того, як впоратися з діагнозом. Одна з героїнь розповідає про виклики в шлюбі, зазначаючи: «Ми з батьком мого сина живемо в одному будинку, дружимо, але ведемо окреме життя — значною мірою через мій розлад аутистичного спектра (РАС). Однак ми живемо досить щасливо».
Передмову до книги написала авторка Ліан Холлідей Віллі. Її текст був також передрукований у журналі Journal of Autism and Developmental Disorders. У книзі представлено розділ «Додаткові інструменти для батьків», який пропонує модель підтримки у вигляді акроніма B.A.L.L.S.:
- B (believing the diagnosis) — віра в діагноз,
- A (accepting us for who we are) — прийняття нас такими, якими ми є,
- L (like) — симпатія,
- L (love) — любов,
- S (support) — підтримка.[2]

У заключній частині книги наведено додаток, у якому порівнюються симптоми синдрому Аспергера у дівчат і хлопців. Також містяться посилання та ресурси як для людей із цим синдромом, так і для тих, хто має знайомих із таким діагнозом.

## Відгуки
У Autism Society of Ohio назвали книгу «обов'язковою для читання» жінкам, які мають діагноз синдром Аспергера або підозрюють у себе цей розлад. У рецензії зазначено: «Вона також зацікавить партнерів і близьких Aspergirls, а також усіх, хто професійно чи з навчальною ціллю вивчає синдром Аспергера».
Гейзел Реткліфф у виданні Learning Disability Today написала: «Це прекрасна, розумна та глибока книга, і її повинен прочитати кожен». Каавонія Хінтон у Foreword Magazine дала позитивну рецензію, зазначивши: «Голоси лікарів та інших експертів могли б зробити книгу ще сильнішою, однак вона все ж надихне жінок прагнути до успішного та наповненого життя».
Шана Ніколс, авторка Girls Growing Up on the Autism Spectrum, назвала Aspergirls «чудовим чтивом» і «святом культури жінок із синдромом Аспергера». Вона також відзначила, що Сімон пише з «пристрастю, чесністю та відвертістю».
Книга отримала золоту медаль у категорії «Сексуальність/Стосунки» на IPPY Awards 2011 і почесну відзнаку в номінації «Жіночі питання» на BOTYA Awards 2010.
Aspergirls була перекладена нідерландською, німецькою, японською, польською та французькою мовами.